# Country Gospel Music Hall of Fame
De Country Gospel Music Hall of Fame is een erelijst van artiesten die zich verdienstelijk hebben gemaakt in de country-gospelmuziek. De lijst werd in 1998 in het leven geroepen door de  Country Gospel Music Association in Branson, Missouri, die onder meer een radio- en televisienetwerk beheert. Na de opname van negen artiesten ineens, bleef opname in de erelijst tot 2007 uit. Sindsdien werd er gemiddeld elk jaar een nieuwe artiest opgenomen.

## Music Hall of Fame
| Jaar van opname | artiest                |
| --------------- | ---------------------- |
| 1998            | Andy Griffith          |
| 1998            | Barbara Mandrell       |
| 1998            | David Cook             |
| 1998            | David Patillo          |
| 1998            | Gary Paxton            |
| 1998            | Jimmy Snow             |
| 1998            | Jody Miller            |
| 1998            | Loretta Lynn           |
| 1998            | Lulu Roman             |
| 2007            | Pretty Miss Norma Jean |
| 2008            | Barbara Fairchild      |
| 2009            | Richard Kiser          |
| 2010            | Darvin Byrd            |
| 2010            | Desert Reign           |
| 2010            | Dolly Parton           |
| 2012            | Sue Brown              |